# Феодора Дукина Ватаца
Феодора Дукина Ватаца (греч. Θεοδώρα Δούκαινα Βατάτζη; около 1240 — 4 марта 1303) — византийская императрица, супруга императора Михаила VIII Палеолога. Внучатая племянница Иоанна III Дуки Ватаца, императора Никеи.

## Биография
Георгий Акрополит упоминает, что отец Феодоры умер молодым. Её мать умерла в начале 1250-х годов. Феодора воспитывалась у своего двоюродного деда Иоанна III, который «любил её как дочь». В 1253 году Иоанн III устроил брак Феодоры с Михаилом VIII Палеологом, который постепенно возвышался благодаря семейным связям и своим военным способностям.
Иоанн III умер 3 ноября 1254 года. Ему наследовал его единственный сын Феодор II Ласкарис, который умер четыре года спустя, оставив единственного сына Иоанна IV Ласкариса, семилетнего мальчика. Михаил стал регентом Иоанна IV, а затем шаг за шагом добивался титула деспота, что делало его следующим на императорский престол.В начале 1259 года Михаил и Иоанн IV были коронованы как соимператоры. Нет чётких свидетельств того, что Феодора была коронована императрицей, но Элис-Мэри Талбот отмечает, что историк Георгий Пахимер противопоставляет императорскую чету маленькому Иоанну, который носил менее впечатляющие регалии.
25 июля 1261 года Алексей Стратигопул захватил Константинополь, столицу Византийской империи, которая была разрушена во время Четвёртого крестового похода. Михаил воспользовался успехом своего генерала и вошёл в город 15 августа 1261 года; вскоре за ним последовали Феодора и их дети. В сентябре Михаил был коронован императором во второй раз в соборе Святой Софии; предположительно, Феодора также была коронована во второй раз, однако Пахимер не говорит об этом прямо.
В это время Феодора столкнулась с кризисом в браке. По словам Пахимера, Михаил влюбился в Анну Гогенштауфен, которая короткое время была супругой Иоанна Ватаца до его смерти; он хотел развестись с Феодорой, если она согласится выйти за него замуж. Когда Феодора узнала об этом, она обратилась за помощью к патриарху Арсению Авториану. Патриарх вынудил императора отказаться от своих планов и Михаил позволил Анне уехать домой в декабре 1261 года.
Существует мало свидетельств политической роли Феодоры в правлении её мужа. Она приложила руку к бракам своих двух дочерей, Анны и Ирины. Она также помиловала придворных, которые впали в немилость. Прежде всего она поддерживала монашеские общины. В архивах монастырей Патмос и Лембиотисса сохранился ряд документов 1259—1281 годов, подтверждающие её активное участие в жизни монастырей. Когда Михаил проводил политику церковного объединения на Втором Лионском соборе в 1274 году, есть свидетельства того, что Феодора изначально симпатизировала противникам унии. Когда ей не удалось убедить Михаила изменить своё мнение, она, по-видимому, изменила мнение из-за лояльности к мужу, поскольку позже, в 1283 году, она была вынуждена публично отказаться от своих взглядов.
В какой-то момент после смерти Михаила в 1282 году Феодора отреставрировала монастырь Липса, который был основан в X веке, и добавила к нему женский монастырь. При реконструкции монастыря она также пристроила вторую церковь, посвящённую Иоанну Крестителю. Талбот объясняет, что одним из мотивов её особенного интереса к монастырю Липса было обеспечение достойного места жительства для своих дочерей и внучек в старости. Другой причиной можно назвать заботу о месте упокоения для своей семьи, поскольку Михаилу было отказано в христианском погребении. Талбот пишет: «Феодора, как вдовствующая императрица и матриарх семьи, без сомнения была полна решимости обеспечить надлежащее место захоронения для себя и своих потомков».
Феодора играла роль в поддержке учёных и производства рукописей. Например, вскоре после восстановления Константинополя она поручила монаху Арсению перевести труд персидского философа аль-Занати по геометрии на греческий. Трактат сохранился среди рукописей Неаполя с примечанием, в котором содержится информация о покровительстве Феодоры.
Феодора умерла после недолгой болезни 4 марта 1304 года. Её сын, император Андроник II Палеолог, обеспечил матери великолепные похороны; она была похоронена в церкви Иоанна Крестителя в монастыре Липса, где несколькими годами ранее приготовила себе гробницу. Речь на похоронах читал Феодор Метохит.

## Дети
У Феодоры Дукини Ватацы было семеро детей:
- Мануил Палеолог (1254—1259)
- Андроник II Палеолог (1259—1332)
- Константин Палеолог (1261—1306)
- Ирина Палеолог — жена болгарского царя Ивана Асеня III
- Анна Палеолог — жена Димитрия Ангела
- Евдокия Палеолог — жена трапезундского императора Иоанна II Великого Комнина
- Феодора Палеолог — жена грузинского и имеретинского царя Давида VI Нарина с 1254 года[12].